# Парламент Републике Италије
Парламент Републике Италије (итал. Parlamento della Repubblica Italiana) уставни је орган којем припада законодавна власт у Италији.
Парламент има дводомну структуру и састоји се од:
- Дом посланика
- Сенат Републике

Оба дома парламента имају исту уставну важност и исту функцију. Оба дома скупштине могу да имају заједничку седницу само на позив председника Италије.

## Дом посланика
Дом посланика Републике Италије (итал. Camera dei deputati) нижи је дом скупштине и има 630 посланика, који су директно бирани од стране грађана.
Седиште Дома је Палата Монтећиторио (итал. Palazzo Montecitorio), а тренутни председник Дома посланика је Лаура Болдрини.

## Сенат
Сенат Републике Италије (итал. Senato della Repubblica) виши је дом парламента и састоји од 315 сенатора, бираних од стране грађана којима треба додати и правне сенаторе (итал. senatori di diritto) и доживотне сенаторе (итал. senatori a vita), које именује председник Италије.
Седиште Сената је Палата Мадама (итал. Palazzo Madama), а садашњи председник Сената је Пјетро Грасо.